# Шервуд (округ Дефаєнс, Огайо)
Шервуд (англ. Sherwood) — селище (англ. village) в США, в окрузі Дефаєнс штату Огайо. Населення — 802 особи (2020).

## Географія
Шервуд розташований за координатами 41°17′35″ пн. ш. 84°32′57″ зх. д. / 41.29306° пн. ш. 84.54917° зх. д. (41.293168, -84.549162).  За даними Бюро перепису населення США в 2010 році селище мало площу 3,84 км², з яких 3,80 км² — суходіл та 0,04 км² — водойми. В 2017 році площа становила 4,07 км², з яких 4,03 км² — суходіл та 0,04 км² — водойми.

## Демографія
Згідно з переписом 2010 року, у селищі мешкало 827 осіб у 327 домогосподарствах у складі 226 родин. Густота населення становила 215 осіб/км².  Було 356 помешкань (93/км²).
Расовий склад населення:
| - 96,7 % — білих - 0,4 % — чорних або афроамериканців - 0,2 % — корінних американців - 0,1 % — азіатів |

До двох чи більше рас належало 1,7 %. Частка іспаномовних становила 4,8 % від усіх жителів.
За віковим діапазоном населення розподілялося таким чином: 28,4 % — особи молодші 18 років, 56,0 % — особи у віці 18—64 років, 15,6 % — особи у віці 65 років та старші. Медіана віку мешканця становила 36,0 року. На 100 осіб жіночої статі у селищі припадало 88,4 чоловіків;  на 100 жінок у віці від 18 років та старших — 91,6 чоловіків також старших 18 років.
Середній дохід на одне домашнє господарство  становив 47 861 долар США (медіана — 41 786), а середній дохід на одну сім'ю — 53 030 доларів (медіана — 46 513). Медіана доходів становила 36 071 долар для чоловіків та 31 369 доларів для жінок. За межею бідності перебувало 18,4 % осіб, у тому числі 27,8 % дітей у віці до 18 років та 10,3 % осіб у віці 65 років та старших.
Цивільне працевлаштоване населення становило 334 особи. Основні галузі зайнятості: виробництво — 26,3 %, освіта, охорона здоров'я та соціальна допомога — 20,1 %, роздрібна торгівля — 13,5 %, мистецтво, розваги та відпочинок — 9,0 %.